# FCアメリ・トビリシ
FCアメリ・トビリシ（グルジア語: საფეხბურთო კლუბი ამერი თბილისი, 英語: Football Club Ameri Tbilisi）は、ジョージア（旧称グルジア）のトビリシをホームタウンとするサッカークラブ。

## 歴史
FCアメリは2002年4月3日に創設された。2005年にピルヴェリ・リーガで優勝し、ウマグレシ・リーガ初昇格を果たした。2006年5月13日、サカルトヴェロス・タシ決勝でFCゼスタポニを破り、クラブ史上初の欧州カップ戦となるUEFAカップ2006-07出場権を獲得した。2007年にはサカルトヴェロス・タシ連覇を達成し、2シーズン連続でUEFAカップに出場した。
2009年、財政問題により解散した。

## タイトル
- サカルトヴェロス・タシ：2回
  - 2005-06, 2006-07

## 欧州の成績
| シーズン | 大会       | ラウンド  | 対戦相手         | ホーム     | アウェー | 合計        |
| -------- | ---------- | --------- | ---------------- | ---------- | -------- | ----------- |
| 2006-07  | UEFAカップ | 予選1回戦 | FCバナンツ       | 0-1        | 2-1      | 2-2 (a)     |
| 2006-07  | UEFAカップ | 予選2回戦 | ヘルタ・ベルリン | 2-2        | 0-1      | 2-3         |
| 2007-08  | UEFAカップ | 予選1回戦 | GKSベウハトゥフ  | 2-0 (延長) | 0-2      | 2-2 (2-4 p) |